# Landry Dimata
Landry Nany Dimata (ur. 1 września 1997 w Mbuji-Mayi) – belgijski piłkarz pochodzenia kongijskiego występujący na pozycji napastnika. Zawodnik Anderlechtu, do którego jest wypożyczony z VfL Wolfsburg. 

## Statystyki kariery
| Zespół        | Sezon   | Liga          | Liga    | Liga   | Puchar krajowy | Puchar krajowy | Rozgrywki międzynarodowe | Rozgrywki międzynarodowe | Łącznie | Łącznie |
| Zespół        | Sezon   | Liga          | Występy | Bramki | Występy        | Bramki         | Występy                  | Bramki                   | Występy | Bramki  |
| ------------- | ------- | ------------- | ------- | ------ | -------------- | -------------- | ------------------------ | ------------------------ | ------- | ------- |
| Oostende      | 2016–17 | Eerste klasse | 29      | 12     | 5              | 2              | –                        | –                        | 34      | 14      |
| VfL Wolfsburg | 2017–18 | Bundesliga    | 10      | 0      | 0              | 0              | –                        | –                        | 10      | 0       |
| Łącznie       | Łącznie | Łącznie       | 39      | 12     | 5              | 2              | 0                        | 0                        | 44      | 14      |